# Terpinén-4-ol
A terpinén-4-ol terpénszármazék. A teafaolaj és a szerecsendió illóolajának fő alkotórésze. Megtalálható a tűnyalábos fenyő, az eukaliptuszok és a levendulák illóolajában is.